# Henrik Christian Rosenørn-Lehn
Henrik Christian lensbaron Rosenørn-Lehn (født 6. september 1782 på Hersomgård, død 14. august 1847 på Orebygård) var en dansk godsejer og officer.

## Karriere
Han var søn af kammerherre Christian Teilmann Rosenørn til Hersomgård (1741-1812) og Kirstine Maria Wormskiold (1752-1817), blev stykjunker, i 1800 2. sekondløjtnant i Artillerikorpset, 1804 1. sekondløjtnant, 1807 karakteriseret premierløjtnant, 1808 virkelig premierløjtnant, 1809 adjoint i Generaladjutantstaben, 1811 divisionsadjudant i Generaladjutantstaben (overkomplet), 1812 virkelig divisionsadjudant. Han blev afskediget 7. marts 1814, blev 1816 sat à la suite i infanteriet, 1820 karakteriseret major (uden ancennitet).
1820 arvede han via sin hustru baroniet Guldborgland og blev 12. august samme år optaget i friherrestanden med navnet Rosenørn-Lehn (patent af 1. april 1826). Han fik 1825 majors anciennitet, blev 1826 kammerherre, 1832 karakteriseret oberstløjtnant og 1833 atter sat à la suite. Rosenørn-Lehn var 1836 stænderdeputeret, blev 1840 afskediget som oberst og blev samme år Ridder af Dannebrog.

## Ægteskab og børn
Han ægtede 2. juli 1820 Christiane Henriette von Barner (1. januar 1788 på Vedbygård – 26. marts 1860), datter af Hartvig Gottfried von Barner (1763-1811) og Margrethe Krabbe baronesse Lehn (1766-1789). Børn:
1. Otto Ditlev baron Rosenørn-Lehn til baronierne Lehn og Guldborgland (1821-1892)
2. Christine Marie baronesse Rosenørn-Lehn (11. december 1822 på Orebygård – 10. februar 1862 i Wiesbaden), gift med Rudolph Bielke (1810-1855)
3. Erik Christian Hartvig baron Rosenørn-Lehn til baroniet Lehn (1825-1904)
4. Christian Conrad Sophus baron Rosenørn-Lehn til Rössjöholm og Højstrup og til baroniet Guldborgland (1827-1899)